# アイオワ盲学校
座標: 北緯42度09分44秒 西経92度01分58秒 / 北緯42.162205度 西経92.032732度
アイオワ盲学校（アイオワもうがっこう、Iowa Braille and Sight Saving School）は、正式名称はアイオワ点字、及び視力保護学校で、州立の盲学校である。

## 概要
アイオワ盲学校は、アイオワ視覚障害者教育サービスの管理監督下に組み込まれた。アイオワ州のビントン市が、この学校を州の機関の代理として学校を管理し、2020年現在までそれは継続している。
生徒たちはもともはアイオワ州の全域から集められ、この学校の寮に入って教育を受けていた。この制度が続いていた間、特殊教育(当時の言い方では、special education)を受けていた生徒は、21歳までここで教育プログラムを受けていた。
生徒は専門的なスキルの開発と訓練のために短期間の入学をすることもできた。学生は個々の教育ニーズに対応したクラスに参加した。一部の生徒は地元の公立学校で科目を選択して受講することもできた。
授業は、視覚障害のある学生向けのコアカリキュラムの専門分野で提供されていた。これには、代償スキル、見当識能力と移動能力、社会的相互作用スキル、自立生活スキル、キャリア教育/就労経験、支援/適応技術の使用、および視覚効率スキルが含まれている。
この学校は 1852 年にアイオワ盲学校(the Iowa College for the Blind)として開校した。ローラ・インガルス・ワイルダー(大草原の小さな家シリーズの作者)の姉であるメアリー・インガルスはこの学校に通い、1889 年に卒業した。 彼女の在校期間は、当時の視覚障害のある学生にとって典型的なものである。
2011 年秋の時点で、IBSSS には学生用の寮はなくなった。その代わり、アイオワ州のすべての学齢期の視覚障害児は、ビントンの旧校舎に管理事務所があった専門機関に雇用された専門家から、地元の校区で専門的な指導を受けている。